# Saint-Rémy (Deux-Sèvres)
Saint-Rémy è un comune francese di 1 067 abitanti situato nel dipartimento delle Deux-Sèvres nella regione della Nuova Aquitania.

## Società

### Evoluzione demografica
Abitanti censiti